# ジカルボン酸CoAリガーゼ
ジカルボン酸CoAリガーゼ(Dicarboxylate-CoA ligase、EC 6.2.1.23)は、以下の化学反応を触媒する酵素である。
ATP + αω-ジカルボン酸 + CoA{\displaystyle \rightleftharpoons }AMP + 二リン酸 + ω-カルボキシアシルCoA
従って、この酵素の3つの基質はATPとαω-ジカルボン酸とCoA、3つの生成物はAMPと二リン酸とω-カルボキシアシルCoAである。
この酵素は、リガーゼ、特に酸-チオールリガーゼに分類される。系統名は、ω-ジカルボン酸:CoAリガーゼ(AMP生成)である。その他よく用いられる名前に、carboxylyl-CoA synthetase、dicarboxylyl-CoA synthetase等がある。